# Captotrofilia
La captotrofilia es una filia que consiste en la obsesión de mirarse constantemente en los espejos o en cualquier objeto en el cual el sujeto se pueda ver reflejado. La persona por lo general busca algún defecto o confirmar que todo está bien. Este comportamiento puede deberse a la existencia de falta de seguridad.
Las personas con captotrofilia tienden a centrarse en aspectos específicos de su cuerpo que perciben como defectos, incluso si no son reales o son mínimos. Pueden pasar mucho tiempo frente al espejo buscando aprobación de su apariencia, lo que puede llevar a una espiral de insatisfacción.
Esta obsesión puede llevar a una baja autoestima, ya que la persona basa su valor en su apariencia física y no se siente bien con lo que ve en el espejo. En casos graves, la captotrofilia puede conducir a trastornos alimenticios como anorexia o vigorexia, o al trastorno dismórfico corporal. 
En la actualidad, con el uso de teléfonos y filtros, la captotrofilia puede verse exacerbada al buscar la perfección a través de la edición de imágenes. 